# Desaparición de Brandon Swanson
Brandon Swanson (Marshall, Minnesota, 30 de enero de 1989) es un hombre estadounidense, el cual se encuentra desaparecido desde el 14 de mayo de 2008. A día de hoy, no hay información ni rastro de su paradero. 
Poco después de la medianoche del 14 de mayo de 2008 aproximadamente a la 1:50 AM, mientras conducía, Swanson cayó con su automóvil a una zanja en una carretera rural con su Chevrolet Lumina en su camino a casa después de celebrar el final del semestre de primavera con sus compañeros estudiantes del campus Canby de Minnesota West Community and Technical College. Salió ileso y llamó a sus padres por su teléfono celular. Inseguro de su ubicación exacta, les dijo que creía que estaba cerca de Lynd, y salieron a buscarlo; sin embargo, no pudieron localizarlo. Swanson permaneció al teléfono con ellos hasta que tras 47 minutos de conversación exclamó: «¡Oh, mierda!». Desde entonces, no se le ha visto ni se ha vuelto a saber de él.
Por la mañana informaron que Swanson había desaparecido ante la policía, quien les aconsejó que esperaran ya que ese comportamiento no era raro en los jóvenes de su edad. Más tarde ese día, las circunstancias de su desaparición se volvieron más complicadas cuando los registros de su teléfono celular mostraron que en realidad había estado cerca de Porter, a 40 km de donde Swanson había dicho que estaba. Esa información condujo al descubrimiento de su automóvil, cerca de Taunton. 
No se sabe si Swanson era consciente de esta discrepancia cuando habló con sus padres. No se ha descartado un comportamiento ilegal o deshonesto, pero también se ha propuesto que podría haber caído accidentalmente en el río Yellow Medicine, cerca de donde se encontró su automóvil, y haberse ahogado, aunque las búsquedas exhaustivas no encontraron ningún cuerpo. Las búsquedas por tierra, con perros, continuaron en la zona durante varios años. Sus padres presionaron con éxito a la legislatura estatal para que aprobara la Ley de Brandon, que requiere que la policía comience las investigaciones de los adultos desaparecidos con prontitud.

## Antecedentes
Nacido en Marshall, sede del condado de Lyon en el suroeste de Minnesota, Swanson se graduó en Marshall High School en 2007. Luego eligió estudiar aerogeneradores durante un año en el campus de Minnesota West Community and Technical College en Canby.
Las clases en Minnesota West finalizaron el año académico el 13 de mayo de 2008. Swanson se quedó en Canby esa noche para celebrarlo con amigos. En dos fiestas diferentes se observó que consumía algunas bebidas alcohólicas, pero, según sus amigos, no lo suficiente como para que pareciera intoxicado.

## Desaparición
Swanson dejó Canby para conducir los 48 km que distaba su casa y en donde inicialmente planeaba llegar antes de la medianoche. Justo antes de las 2 a. m., llamó a sus padres desde su teléfono celular, diciéndoles que se había salido de la carretera con su Chevrolet Lumina y había caído en una zanja de la que no podía sacar el automóvil. No estaba herido y les pidió que vinieran a donde estaba y lo recogieran.
Annette y Brian Swanson subieron en su vehículo y se dirigieron a donde creían que estaba, manteniéndose Brandon al teléfono a pesar de los ocasionales cortes en la línea producidos en la señal del teléfono. Brandon se quedó en su automóvil e intentó hacerse visible encendiendo y apagando las luces, pero sus padres no vieron nada. Tampoco él los vio pasar.
Brandon finalmente se dio por vencido y les dijo que dejaba el auto para caminar hacia unas luces que podía ver y que lo llevaron a creer que estaba cerca de Lynd, un pequeño pueblo a aproximadamente 11 km al suroeste de Marshall. Le dijo a su padre que se dirigiera al estacionamiento de un bar local y lo esperara allí. Brian comenzó a conducir hasta allí mientras hablaba con su hijo.
Poco después de las 2:30, cuando llevaban 47 minutos de llamada, Brandon se interrumpió a sí mismo repentinamente y dijo" ¡Oh, mierda!". Estuvo en silencio durante el resto de la llamada, hasta que sus padres colgaron e hicieron múltiplos intentos infructuosos de llamarlo de vuelta. Brandon no ha vuelto a ser visto ni escuchado desde entonces.

## Investigación
A las 6:30 informaron a la policía de Lynd que Brandon había desaparecido. Al principio se les dijo que no era raro que los jóvenes de esa edad permanecieran fuera toda la noche después del último día de clases en la universidad. Annette Swanson recordó específicamente que uno de los oficiales dijo que era "el derecho a estar perdido" de Brandon.

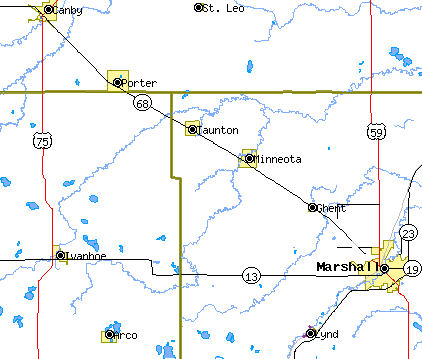
Mapa de la zona noroeste y suroeste de Marshall

Más tarde esa mañana, la policía de Lynd comenzó la búsqueda, pero no encontró rastros de Brandon en la ciudad o en el exterior. Solicitaron que la oficina del sheriff del condado de Lyon, Joel Dahl, los ayudara. Para enfocar mejor la búsqueda, la oficina del alguacil obtuvo los registros del teléfono celular de Brandon, que revelaron que Brandon había estado llamando desde las cercanías de Taunton, a lo largo de la carretera estatal 68, la ruta principal a Canby, al noroeste de Marshall, a 40 km de Lynd.
Al buscar en esa área, los agentes descubrieron el automóvil abandonado de Brandon en una zanja de una carretera de grava a lo largo de la línea del condado de Lincoln, a una milla al norte de la autopista 68, uniéndose a la investigación la oficina del sheriff de ese condado, Jack Vizecky. La policía dijo a los medios que el automóvil había quedado colgado en la parte superior de una pendiente al borde de la carretera, no lo suficientemente grave como para dañar el automóvil, pero lo suficiente como para evitar que las ruedas tocasen el suelo en ese lado. No se encontró nada más en el automóvil, y debido a la hierba y la grava en el área que lo rodeaba, no había huellas y, por lo tanto, no había manera de saber en qué dirección Brandon pudo haber comenzado a caminar.
Su llamada de teléfono celular había sido enrutada a través de una torre en la intersección de las rutas 3 y 10 del condado cerca de Minnesota, otra ciudad a lo largo de la autopista 68. Para el 15 de mayo, se determinó que la llamada provenía de menos de 8 km de la torre; los buscadores concentraron sus esfuerzos allí. Como parte de ese círculo incluía el condado de Yellow Medicine al norte, también participaron las autoridades de esa jurisdicción.
Desde esa zona, observó el agente Dahl, se podía ver una luz roja encima de un silo almacén de granos en Taunton. Pensó que era posible que eso fuera lo que Brandon había visto y que lo llevó a creer que Lynd estaba a poca distancia. Las búsquedas por tierra se complementaron con un equipo aéreo; también fueron traídos perros de búsqueda de las Ciudades Gemelas. Un equipo de sabuesos del cercano condado de Codington, Dakota del Sur, inspeccionó unos 5 km del sendero que llevaba a una granja abandonada, luego a lo largo del río Yellow Medicine.
Brandon había mencionado que pasaba unas cercas y que escuchaba el agua cercana, recordó su padre. Según la teoría de que Brandon podría haberse ahogado, se desplegaron botes del Departamento de Recursos Naturales del estado a lo largo del río y se instalaron puertas. En algunas áreas del condado de Lincoln, el nivel del agua había llegado a los 3 m en la mañana de la desaparición, pero el agente Dahl notó que había bajado desde entonces. Los gendarmes también caminaron por las orillas del río, y se desplegaron caballos y vehículos todo terreno en los alrededores. Sin embargo, Dahl descartó una búsqueda terrestre más organizada y extensa.

### Búsquedas posteriores
Después de que la búsqueda original no encontró rastros de Swanson, la mayoría de los esfuerzos se suspendieron. El sheriff Vizecky continuó revisando los 3,2 km del río Yellow Medicine en esa área todos los días durante 30 días. Durante años los Swanson dejaban la luz de su porche encendida toda la noche con la esperanza de que Brandon regresara.
Las búsquedas se reanudaron a finales de ese otoño, luego de que los campos sembrados poco después de la desaparición habían sido cosechados. Los perros en esas búsquedas continuaron siguiendo rastros de restos humanos en un área al noroeste de Porter que no había sido registrada anteriormente. Los esfuerzos se reanudaron en la primavera, después de que la nieve se derritiera pero antes de que se sembraran nuevos campos; un ciclo que continuó hasta 2011. Para entonces, habían sido revisados 122 km².
En 2010, la Oficina de Aprehensión Criminal de Minnesota tomó el caso y eligió a un director. Estableció una línea para informaciones y para 2015 se había informado de 90 pistas. Cuando se reanudaron las búsquedas oficiales, el área de interés se había movido hacia el Mud Creek, un afluente del Yellow Medicine al norte y noroeste de Porter.

## Teorías
Mientras el rastro seguido por uno de los perros fue hasta el Yellow Medicine, y a pesar de las últimas palabras conocidas de su hijo, Annette Swanson no cree que su hijo se ahogara allí. Después de seguir el rastro hasta el agua, ese perro continuó cruzando el otro lado, y a lo largo de la orilla del río hasta otro camino de grava, donde continuó hacia el norte hacia la línea del Condado de Yellow Medicine y allí terminó. "Realmente no hay nada que indique que está en el río", dijo a la CNN. Brian Swanson también recuerda que, a pesar del alcohol que su hijo hubiera consumido anteriormente en la noche, no parecía desorientado ni confundido durante sus conversaciones telefónicas.
Si Swanson sigue vivo, existen otras posibilidades, aunque parezcan remotas. Pudo haber desaparecido intencionalmente, pero sus padres no creen que hubiera hecho eso. Vizecky dijo que no podía descartar juego sucio, a pesar de que no había evidencia de ello. "Alguien podría haber estado espiándole, y lo atraparon de esa manera", especuló.

## Ley de Brandon
Después de las búsquedas, Annette Swanson todavía estaba sorprendida por la respuesta inicial de la policía de Lynd de que su hijo tenía "derecho a estar perdido" cuando les dijo cuántos años tenía. "Soy su madre y sabía que algo estaba terriblemente mal", recordó más tarde. Ella y Brian comenzaron a presionar para que se realizaran cambios en la ley estatal que requerirían una investigación sobre el caso de un adulto desaparecido, tan pronto como se informa de ella, como ya se requería en casos de niños posiblemente secuestrados.
Annette se reunió con Marty Seifert, líder minoritario de la Cámara de Representantes del estado en ese momento, cuyo distrito incluía a Marshall, en un restaurante local. Los dos hablaron sobre los problemas que había tenido con la policía cuando denunció la desaparición de su hijo. "Sabía que no ayudaría en el caso de su hijo, pero que podría ayudar a otros en el futuro", recordó Seifert en 2015.
Seifert presentó un proyecto de ley llamado "Ley de Brandon" que haría el cambio requerido al enmendar la ley que rige el Programa de Niños Desaparecidos del estado para cambiar la palabra "niño" a "persona".
Dennis Frederickson presentó un proyecto de ley complementario en el Senado estatal. Después de aprobarlo ambas cámaras, en mayo de 2009, el gobernador Tim Pawlenty lo convirtió en ley con la asistencia de los Swansons y su hija Jamine a la ceremonia.
El efecto del cambio también requirió que la policía, además de determinar en su investigación preliminar que la persona denunciada está realmente desaparecida, determine si esa persona está potencialmente en circunstancias peligrosas. También deben notificar a otras agencias policiales cercanas de inmediato. La Ley de Brandon también aclara que la agencia que toma el informe es la agencia principal que investiga el caso; la ausencia de esa distinción había creado algunos problemas en las fases posteriores de la búsqueda inicial cuando estaban involucrados tres condados diferentes. A la policía ya no se le permitía rechazar un informe basándose en la creencia inicial de que no había actividad criminal involucrada, la brevedad del intervalo desde la última vez que se vio a la persona, la posibilidad de que la persona haya desaparecido intencionalmente o la falta de una relación entre la persona desaparecida y la que reporta la desaparición.  
Tras la firma del gobernador, la ley entró en vigencia a principios de julio de 2009. Otros cuatro estados han aprobado leyes similares. Seifert dejó la legislatura en 2010, pero todavía tiene la pluma que Pawlenty usó para firmar el proyecto de ley. "Considero que es una de las firmas más importantes que hice en mis 14 años. Salvará vidas".

## Casos relacionados
Otros casos de personas desaparecidas en los que se vio involucrada la presencia de su automóvil abandonado han sido:
- Desaparición de Patricia Meehan, en Montana (1989).
- Desaparición de Leah Roberts, en el estado de Washington en (2000).
- Desaparición de Maura Murray, en Nuevo Hampshire en (2004).
- Desaparición de Brianna Maitland, en Vermont en (2004).
- Desaparición de Jennifer Kesse, en Florida (2006).
- Desaparición de Tiffany Daniels, en Florida en (2013).